# Constantine (Vaud)
Pour les articles homonymes, voir Constantine.
Constantine est une ancienne commune vaudoise et une localité suisse de la commune de Vully-les-Lacs, située dans le district de la Broye-Vully.

## Histoire
Constantine est mentionné en 1228 sous le nom de Costantina. Le village se trouvait sur la route romaine du Vully. Constantine et Montmagny formèrent une seule commune pendant l'Ancien Régime et jusqu'à leur séparation en 1811. Le fief de Charbuens faisait partie du territoire de Constantine. Il fut vendu par l'évêque de Sion à Pierre II de Savoie au XIIIe siècle. Constantine fut alors rattaché à la châtellenie de Cudrefin. En 1382, Guillaume de Grandson octroya la messellerie et des droits de pâturage aux paroissiens de Constantine. Pendant la période bernoise, la commune releva du bailliage d'Avenches ; elle était régie par le Conseil des XII et possédait une cour de justice dite Mayorie de Cudrefin. Constantine fut rattaché au district d'Avenches de 1798 à 2006 (district fribourgeois de 1798 à 1803).
Une nécropole du XIe siècle dédiée à saint Martin se trouve sous l'église. L'architecte Abraham Dünz I rénova la cure de 1668 à 1671 et l'église de 1675 à 1680. Dès 1536, la paroisse comprenait Chabrey, Montmagny et Villars-le-Grand (sauf de 1695 à 1845 pour ce dernier). La commune était composée d'artisans et de petites entreprises (un moulin agricole à Salavaux). Le château, propriété de la famille de Pury au XVIIe siècle, abrita une maison de vacances et de repos dès 1919.

## Géographie
Constantine (510 mètres) est situé sur le versant sud du Vully, entre les lacs de Neuchâtel et Morat, à 5 kilomètres au nord d’Avenches.
Le territoire du village comprenait une partie de la colline du Vully, ainsi qu’une partie de la plaine de la Broye et s'étendait jusqu'à la rive du lac de Morat. À l’est du village un vallon, dû à des années d’érosion, formait la frontière avec le village de Bellerive. La partie sud du village de Salavaux (436 mètres), situé à l’embouchure de la Broye faisait partie de la commune de Constantine.
En 1997, le territoire était constitué de 13 % de zones bâties, de 15 % de zones forestières, de 71 % de zones agricoles, et d’un peu moins de 1 % de terres improductives.

## Population

### Surnom
Les habitants de la localité sont surnommés les Prudents.

### Démographie
Avec 280 habitants (fin 2004), Constantine appartenait aux petites communes du canton de Vaud. La population de Constantine s’élevait à 193 habitants en 1850, puis 189 habitants en 1900. La population de la commune est restée stable jusqu’en 1970 et a significativement augmenté depuis.
La langue officielle est le français, parlée par 82,9 % de la population, 10,7 % de la population parle allemand et 3,6 % portugais (2000). La population est à 70 % protestante et un peu plus de 20 % catholique (2000).

## Fusion de communes
Au 1er juillet 2011, Constantine fusionne avec les communes de Bellerive, Chabrey, Montmagny, Mur, Vallamand et Villars-le-Grand pour former la nouvelle commune de Vully-les-Lacs.

## Héraldique
|  | ancien blason de la commune |